# العلاقات الزيمبابوية الكيريباتية
العلاقات الزيمبابوية الكيريباتية هي العلاقات الثنائية التي تجمع بين زيمبابوي وكيريباتي.

## مقارنة بين البلدين
هذه مقارنة عامة ومرجعية للدولتين:
| وجه المقارنة                                              | زيمبابوي | كيريباتي                        |
| --------------------------------------------------------- | --- | ------------------------------- |
| المساحة (كم2)                                             | 390.76 ألف | 811                             |
| عدد السكان (نسمة)                                         | 16.53 مليون | 116.40 ألف                      |
| الكثافة السكانية (ن./كم²)                                 | 42.3 | 14.35 ألف                       |
| العاصمة                                                   | هراري | جنوب تاراوا                     |
| اللغة الرسمية                                             | لغة إنجليزية، اللغة الشونا، النديبيلية الشمالية ‏، لغة الشيشيوا، Barwe ‏، Kalanga language ‏، Tshwa language ‏، النداو ‏، اللغة التسونجا، لغة الإشارة الزيمبابوية ‏، اللغة السوتية، تونغا ‏، اللغة التسوانية، اللغة الفيندية، اللغة الكوسية | لغة إنجليزية، اللغة الكيريباتية |
| العملة                                                    | دولار أمريكي | دولار كريباتي، دولار أسترالي    |
| الناتج المحلي الإجمالي (بليون دولار)                      | 17.85 مليار | 196.15 مليون                    |
| الناتج المحلي الإجمالي (تعادل القوة الشرائية) بليون دولار | 27.88 مليار | 224.26 مليون                    |
| الناتج المحلي الإجمالي الاسمي للفرد دولار أمريكي          | 924 | 1.42 ألف                        |
| الناتج المحلي الإجمالي للفرد دولار أمريكي                 | 1.79 ألف | 1.81 ألف                        |
| مؤشر التنمية البشرية                                      | 0.509 | 0.590                           |
| رمز المكالمات الدولي                                      | +263 | +686                            |
| رمز الإنترنت                                              | .zw | .ki                             |
| المنطقة الزمنية                                           | ت ع م+02:00 |                                 |

## منظمات دولية مشتركة
يشترك البلدان في عضوية مجموعة من المنظمات الدولية، منها:
| علم المنظمة | اسم المنظمة                                 | تاريخ انضمام زيمبابوي | تاريخ انضمام كيريباتي |
| ----------- | ------------------------------------------- | --------------------- | --------------------- |
|             | مجموعة دول أفريقيا والكاريبي والمحيط الهادئ | ?                     | ?                     |
|             | مؤسسة التنمية الدولية                       | 29 سبتمبر 1980        | 2 أكتوبر 1986         |
|             | الأمم المتحدة                               | 25 أغسطس 1980         | 14 سبتمبر 1999        |
|             | الاتحاد الدولي للاتصالات                    | 10 فبراير 1981        | 3 نوفمبر 1986         |
|             | البنك الدولي للإنشاء والتعمير               | 29 سبتمبر 1980        | 29 سبتمبر 1986        |
|             | الاتحاد البريدي العالمي                     | ?                     | ?                     |
|             | منظمة حظر الأسلحة الكيميائية                | ?                     | ?                     |
|             | مؤسسة التمويل الدولية                       | 29 سبتمبر 1980        | 2 أكتوبر 1986         |
|             | يونسكو                                      | 22 سبتمبر 1980        | 24 أكتوبر 1989        |

## وصلات خارجية
- موقع وزارة الخارجية الزيمبابوية